# Ivana Wojtylová
Ivana Wojtylová (vdaná Wojtylová-Guziurová, * 16. srpna 1962 Třinec) je česká herečka.
Absolvovala Státní konzervatoř v Ostravě, kde studovala s Ivanou Chýlkovou.
Po ukončení studia na konzervatoři vystupovala v letech 1982–2002 v Českém Těšíně, kde také zůstala, nejdříve jako herečka, potom jako umělecká ředitelka. Po roce 2002 odešla na „volnou nohu“ a přestěhovala se do Prahy, kde působí dosud, v Divadle pod Palmovkou.
Vyučovala herectví na Vyšší odborné škole herecké a také na Pražské konzervatoři. Soukromě učí rétoriku a herectví. V roce 2021 podstoupila augmentaci prsou.
V rozhovoru pro bulvární portál Super.cz v roce 2021 uvedla, že její otec byl bratrancem Karola Wojtyly známého jako papež Jan Pavel II.

## Filmografie

### Filmy
2019
- Delirium (studentský film)
- Čarovný kamínek (TV film)

2015
- Vybíjená

2007
- Po rozvodu (studentský film)

2003
- Městečko

1984
- ...a mnoho štěstí v osobním životě (TV film)

1983
- Rohanův princip (TV film)

### Seriály
2019
- Specialisté
- Vražda po telefonu
- Záchranáři v akci

2017
- Mazalové
- Velká pohádková loupež
- Balone a konec světa

2016
- Rapl
- Zatmění

2015
- Místo zločinu Plzeň
- Smrt v rybníku
- Pizza Boy
- Matka
- Hozené rukavice
- Všechny moje lásky
- Moje psaní
- První rande
- Postarší blondýna

2014
- Mazalové
- Děd Vševěd
- Kontrola shora
- Šípková Růženka

2013
- Vyprávěj
- Sqat
- Poslové víry